# Ékanite
L'ékanite est un minéral rare de silicate de formule chimique Ca2ThSi8O20 ou (Ca,Fe,Pb)2(Th,U)Si8O20. C'est un membre du groupe de la steacyite. Elle fait partie des rares pierres précieuses naturellement radioactives. La plus grande partie de l'ékanite est extraite au Sri Lanka, bien que des gisements existent également en Russie et en Amérique du Nord. Les pierres claires et bien colorées sont rares car la radioactivité a tendance à dégrader la matrice cristalline au fil du temps dans un processus connu sous le nom de métamictisation.
La localité type est Eheliyagoda, district de Ratnapura, province de Sabaragamuwa, au Sri Lanka, où elle a été décrite pour la première fois en 1955 par F. L. D. Ekanayake (1898 - 1971), scientifique sri-lankais, et porte son nom. Celui-ci trouve en 1953 deux cabochons vitreux, au marché de gemmes local, qui proviennent du lit de rivière d'un gisement de gemmes connu près d'Ellawala. Il conclut vite qu'il s'agit d'une nouvelle espèce minérale alors que d'autres minéralogistes les considèrent comme du verre dénaturé ou ancien. Grâce à ses recherches, la description du minéral est publiée par Anderson et al. en 1961,. L'IMA lui attribue le symbole Ek.
Au Sri Lanka, les spécimens se présentent sous forme de galets détritiques. Dans les montagnes Tombstone du Yukon, au Canada, le minéral se trouve dans un rocher erratique glaciaire syénitique. Dans les monts Albains en Italie, on le trouve dans les éjectas volcaniques. On trouve en tout de l'ékanite dans 19 gisements dans le monde, principalement en Europe et en Amérique du Nord.